# Малининский сельсовет
Малининский сельсове́т — сельское поселение в Хлевенском районе Липецкой области. 
Административный центр — село Малинино.

## История
В соответствии с законами Липецкой области №114-оз от 02.07.2004 и №126-оз от 23.09.2004 сельсовет наделён статусом сельского поселения, установлены границы муниципального образования.

## Население
| 2009 | 2010 | 2012 | 2013 | 2014 | 2015 | 2016 |
| ---- | ---- | ---- | ---- | ---- | ---- | ---- |
| 497  | ↘461 | ↘456 | ↘427 | ↘404 | ↗416 | ↗435 |
| 2017 | 2018 | 2021 |      |      |      |      |
| →435 | ↘430 | ↘387 |      |      |      |      |

## Состав сельского поселения
| № | Населённый пункт | Тип населённого пункта       | Население |
| - | ---------------- | ---------------------------- | --------- |
| 1 | Большой Мечёк    | деревня                      | ↘42       |
| 2 | Горденин         | хутор                        | →0        |
| 3 | Круглянка        | деревня                      | ↘89       |
| 4 | Крутец           | деревня                      | ↗23       |
| 5 | Малинино         | село, административный центр | ↘183      |
| 6 | Малый Мечёк      | деревня                      | ↘102      |
| 7 | Стерляговка      | деревня                      | ↘22       |